# دودکش خورشیدی

یک دودکش خورشیدی که هوا را از راه یک مبدل حرارتی زمینی می‌مکد تا به خنک‌کردن غیرفعال درون ساختمان کمک کند.

دودکش خورشیدی سازه‌ای است که با استفاده از اثر دودکش به تهویهٔ هوا کمک می‌کند. یک دودکش خورشیدی ساده می‌تواند از یک لولهٔ سیاه‌رنگ (برای جذب بیشتر انرژی خورشیدی) با قطر مناسب تشکیل شده باشد که به اندازهٔ چند متر از سقف خانه بالاتر است. در درون این دودکش‌ها ممکن است یک جرم حرارتی استفاده شود که به حفظ حرارت تا مدتی پس از غروب خورشید کمک می‌کند. به غیر از نصب بر روی بام، چنین دودکشی را می‌توان در دیواری از خانه که به سمت خط استوا است، یا روی سطحی جداگانه که از بام ساختمان بلندتر است نصب کرد. دودکش خورشیدی عمودی یا مایل نصب شود؛ آزمایش‌ها نشان می‌دهد که شیب بهینه برای یک دودکش خورشیدی در عرض جغرافیایی ۲۸٫۴°، بین ۴۵° تا ۷۰° است که همان زاویهٔ مناسب برای یک کلکتور خورشیدی است؛ این زاویه در طول روز تغییر می‌کند. با وجود تحقیقات بسیار، هنوز توافقی بر روی شکل و مشخصات دودکش خورشیدی مناسب حاصل نشده‌است؛ اما روشن است که هرچه پهنا و بلندای دودکش بیشتر باشد، بازدهی آن بالاتر است.
برای جلوگیری از خارج‌شدن هوای گرم در زمستان و کمک به تهویه در تابستان می‌توان از یک فن قابل تغییر جهت دور در داخل دودکش بهره جست. همچنین روشی برای ورود هوای جایگزین باید در نظر گرفته شود.
در مناطق بسیار گرم که آفتاب در مدت زیادی از روز می‌تابد، ممکن است از دو دودکش خورشیدی یکی در غرب (تهویه در بعد از ظهر) و دیگری در شرق ساختمان (برای تهویه در صبح‌هنگام) استفاده شود. بررسی جنبه‌های صوتی بخش مهمی از طراحی سامانه‌های تهویهٔ طبیعی هستند، طراحی باید به گونه‌ای باشد که ضمن تهویهٔ قسمت‌های مختلف ساختمان بتوان حریم خصوصی صوتی اتاق‌های مختلف را محفوظ نگاه داشت.

## اجزاء
دودکش خورشیدی یا برج نیرو از سه عنصر اصلی ساخته شده‌است:
1. جمع‌کننده هوا
2. برج یا همان دودکش
3. توربین‌های باد این دستگاه

این سیستم مجموعه‌ای دایره‌ای هلیوستات‌ها را با یک ناحیه دایره‌ای زمین که پوشش شیشه‌ای دارد و برج گیرندهٔ مرکزی را با یک دودکش که یک توربین بادی در آن قرار دارد جایگزین شده‌است. وجود سقف و زمین زیر آن به عنوان یک کلکتور یا جمع‌کننده خورشیدی عمل می‌کند.

## عملکرد
هوایی که در زیر شیشه بوسیلهٔ خورشید گرم می‌شود توسط دودکش کشیده می‌شود و در اثر این جریان توربین ژنراتور را به گردش وامی‌دارد. هوای گرم به این دلیل که سبک‌تر از هوای سرد است به سمت بالای برج حرکت می‌کند. این حرکت باعث ایجاد مکش در پایین برج می‌شود تا هوای گرم بیشتری را به درون بکشد و هوای سرد پیرامونی به زیر سقف شفاف وارد می‌شود. انرژی حرارتی که به وسیله برکه‌های خورشیدی ایجاد می‌شود را می‌توان از طریق خطوط توزیع ناحیه‌ای بر گرمایش و سرمایش فضای ساختمانی بکار برد. از دمای بیشتری که توسط متمرکزکننده‌ها ایجاد می‌شود می‌توان برای گرمای فرایندی در صنایع همراه یا ذخیره حرارتی در مخزن استفاده نمود.
هوا در زیر یک سقف شفاف که تشعشع خورشیدی را عبور می‌دهد، گرم می‌شود. باید توجه داشت که وجود این سقف و زمین زیر آن به عنوان یک کلکتور یا جمع‌کننده خورشیدی عمل می‌کند. در وسط این سقف شفاف یک دودکش یا برج عمودی وجود دارد که هوای زیادی از پایین آن وارد می‌شود. باید محل اتصال سقف شفاف و این برج به‌صورتی باشد که منفذی نداشته باشد و اصطلاحاً «هوا بند» شده باشد. بر همگان روشن است که هوای گرم چون سبک‌تر از هوای سرد است به سمت بالای برج حرکت می‌کند. این حرکت باعث ایجاد مکش در پایین برج می‌شود تا هوای گرم بیشتری را به درون بکشد و هوای سرد پیرامونی به زیر سقف شفاف وارد شود. برای اینکه بتوان این فناوری را به صورت ۲۴ ساعته مورد استفاده قرارداد می‌توان از لوله‌ها یا کیسه‌های پرشده از آب در زیر سقف استفاده کرد. این موضوع بسیار ساده انجام می‌شود یعنی در طول روز آب حرارت را جذب کرده و گرم می‌شود و در طول شب این حرارت را آزاد می‌کند. قابل ذکر است که باید این لوله‌ها را فقط برای یکبار با آب پر کرده و به آب اضافی نیازی نیست؛ بنابراین اساس کار بدین صورت است که تشعشع خورشیدی در این برج باعث ایجاد یک مکش به سمت بالا می‌شود که انرژی حاصل از این مکش توسط چند مرحله توربین تعبیه شده در برج به انرژی مکانیکی تبدیل شده و سپس به برق تبدیل می‌شود.

## توان خروجی
به زبان ساده می‌توان توان خروجی برجهای خورشیدی را به صورت حاصل‌ضرب انرژی خورشیدی ورودی (Qsolar) در راندمان مربوط به جمع‌کننده، برج و توربین بیان کرد:
در ادامه سعی می‌شود پارامترهای قابل محاسبه مشخص شوند و در این راستا باید گفت که Qsolar را می‌توان به صورت حاصلضرب تشعشع افقی (Gh) درمساحت کلکتور (Acoll) نوشت.
در داخل برج جریان گرمایی ناشی از کلکتور به انرژی سینتیک (به‌صورت کنوکسیون) و انرژی پتانسیل (افت فشار در توربین) تبدیل می‌شود؛ بنابراین متوجه می‌شویم که اختلاف دانسیته هوا که ناشی از افزایش دما در کلکتور است، به عنوان یک نیروی محرکه عمل می‌کند. هوای سبک‌تر موجود در برج در قسمت تحتانی و در قسمت فوقانی برج به هوای اطراف متصل است و از این رو باعث ایجاد یک حرکت روبه بالا می‌شود. در یک چنین حالتی یک اختلاف فشار بین قسمت پایین برج (خروجی کلکتور) و محیط اطراف ایجاد می‌شود که فرمول آن به صورت زیر است:
بر این اساس با افزایش ارتفاع برج، ΔPtot افزایش خواهد یافت.
البته این اختلاف فشار را می‌توان (با فرض قابل صرفنظر کردن اتلافهای اصطکاکی) به اختلاف استاتیک و دینامیک تقسیم کرد:
قابل ذکر است که اختلاف فشار استاتیک در توربین افت می‌کند و اختلاف فشار دینامیک بیانگر انرژی سینتیک جریان هوا است.
ref <دانشیار دانشکده معماری، پردیس هنرهای زیبا، دانشگاه تهران، تهران، ایران>

## مزایا و معایب
اگر کمبود جا یک محدودیت بحساب نمی‌آمد این سیستم‌ها می‌توانستند تا ۸۰٪ بار گرمایی را در نواحی بسیار آفتاب‌خیز و تا ۵۰٪ همین بار را در نواحی که شرایط هوا نا مساعد تر است تأمین نمایند.
همراه با انرژی معمولی پشتیبان جهت تأمین بقیه بار اما قیمت انرژی گرمایی کمتر از انرژی برقی است و بنابراین یک بازار تجاری هیچگاه برای این نوع انرژی شکل نگرفته‌است.
تا زمانی‌که قیمت انرژی پایین باقی بماند گردآورندهٔ مدور و خطی با شارژ فوتونی بسیار زیاد تنها در کاربردهای سم‌زدایی ممکن است بکار آیند. بررسی اقتصادی نشان داده‌است که اگر این نیروگاه هادر مقیاس بزرگ (بزرگتر یا مساوی ۱۰۰ مگاوات) ساخته شوند قیمت برق تولیدی آن‌ها قابل مقایسه با برق نیروگاه‌های متداول است.
برق تولیدی از دودکش‌های خورشیدی جزو انرژی‌های تجدید پذیر محسوب می‌شود. این دودکش‌ها انرژی خورشیدی را به انرژی حرارتی در یک فضای محبوس تبدیل می‌کند که سپس از این انرژی برق تولید می‌شود. این دودکش‌ها دارای تجمیع‌کننده نور شفاف و یک دودکش با ارتفاعی حدود ۲۰۰ متر می‌باشند. این دودکش زمانی برای تولید برق مقرون بصرفه است که ارتفاع دودکش زیاد باشد. کشور استرالیا در این زمینه در جهان پیشروست و دودکشی با ارتفاع ۱۰۰۰ متر ساخته‌است.

## ساختمان وابسته به محیط زیست
ساختمان اداری مؤسسه علوم تحقیقات گارستون در بریتانیا از دودکش‌های خورشیدی به عنوان بخشی از سیستم تهویه خود بهره برده‌است. این دفاتر قصد داشتند مصرف انرژی و تولید گازهای گل‌خانه‌ای را تا ۳۰٪ کاهش دهند و شرایط محیطی راحت را بدون به‌کارگیری تهویه مطبوع حفظ کنند. این دودکش‌ها توسط Feilden Clegg Bradley طراحی شد. ویژگی‌های اصلی این ساختمان، تهویه غیرفعال خورشیدی، سایه خورشیدی، استفاده از قطعه‌های بتنی تو خالی که در کف قرار داده شده‌است، می‌باشند. تهویه و سیستم‌های گرمایشی ساختمان، توسط سیستم مدیریت ساختمان(BMS)کنترل می‌شود. این در حالی است که میزان استفاده هر کاربر برای تنظیم شرایط محیطی ساکنان ارائه شده‌است. در ساختمان ۵ محور عمودی به عنوان بخش تهویه و استراتژی خنک‌سازی به کاربرده شده‌است. اجزای تشکیل دهنده این ناودان‌ها، دیواره با قالب شیشه‌ای رو به جنوب، بلوک، فولاد ضدزنگ و خروجی‌ها که چند متر بالاتر از سطح بام قرار گرفته‌اند.
دودکش‌ها به قطعه‌های بتنی تو خالی که در کف قرار دارد متصل می‌شوند و از طریق تهویه شبانه خنک می‌شوند. لوله‌های جاسازی شده در کف می‌توانند خنک سازی اضافی را با به‌کارگیری آب زیر زمینی فراهم کنند. در روزهایی که باد گرم می‌وزد، هوا در فضای تو خالی قطعات بتنی کف جریان می‌یابد و تهویه به‌طور طبیعی از طریق دودکش‌های فولادی ضدزنگ انجام می‌شود، در نتیجه جریان هوا در تمام ساختمان افزایش می‌یابد.
حرکت هوا در سر تا سر دودکش، تأثیر دودکش را افزایش می‌دهد. در روزهای گرم، ساختمان غالباً به تأثیر دود کش متکی است، این در حالی است که هوا از سمت سایه دار شمال گرفته می‌شود. همچنین قرار دادن فن‌های ضعیف در بالای دودکش‌ها می‌تواند برای افزایش جریان هوا به کار برده شوند. سیستم‌های تهویه قادرند هوای خنک شب را بین فضای خالی کف ذخیره و در روز بعد از آن استفاده کنند. پوشش منحنی سقف، نما خمیده، سبب می‌شود سطح بیشتری در معرض هوا قرار بگیرد که این خود باعث کارایی بهتر دودکش‌ها می‌شود. تحقیقات نشان می‌دهد که این دودکش‌ها تهویه خنک‌سازی را درروزهای گرم و معتدل افزایش می‌دهند و همچنین می‌توانند پتانسیل خنک‌سازی شب هنگام را نیزداشته باشند.

## غیرفعال‌سازی جریان رو به پایین برج خنک‌کننده
تکنولوژی دودکش خورشیدی همانند برج خنک‌کننده تبخیری، یک جریان رو به پایین است. در مناطق گرم و خشک، این رویکرد به شکلی پایدار ممکن است برای تهویه مطبوع مناسب باشد. تبخیر رطوبت از لنت‌های بالای ساختمانی که توسط مردم مالی در Toguna ساخته شده، در احساس خنکی افرادی که در زیر زمین استراحت می‌کردند دخیل بود. ساختمان مربوط به زنان دور از مرکز شهر بود و به صورت دودکش‌های خورشیدی معمولی تر کار می‌کرد.
قاعده کلی تبخیر آب از بالای برج به دو صورت امکان‌پذیر می‌باشد:
1. با به‌کارگیری پدهای خنک‌کننده تبخیری
2. با پاشیدن آب

تبخیر، هوای ورودی را خنک می‌کند و باعث جریان رو به پایین هوای خنک می‌شود و این خود باعث کاهش دمای درون ساختمان می‌شود. جریان هوا به کمک دودکش خورشیدی در ساختمان افزایش می‌یابد و همچنین باعث خروج هوای گرم از درون ساختمان می‌شود. این موضوع برای بازدید کنندگان پارک ملی zion استفاده شده‌است. مرکز بازدیدکننده‌ها، توسط طراحان ساختمان‌های با عملکرد بالا در لابراتوار انرژی ملی طراحی شد. (NREL)اصل جریان رو به پایین برج خنک‌کننده برای تولید انرژی خورشیدی نیز بیان شده‌است.